# Eric Lichtenstein
Eric Lichtenstein (Buenos Aires, 6 oktober 1994) is een Argentijns autocoureur.

## Carrière

### Formule Pilota China
In 2003 begon Lichtenstein zijn autosportcarrière in het karting. In 2011 maakte hij de overstap naar het formuleracing in de Formula Pilota China, waar hij voor het Asia Racing Team reed. Hij nam in slechts drie van de zes ronden van het kampioenschap deel en eindigde hiermee als zeventiende met 10 punten. Zijn beste resultaat was een vijfde plaats in de tweede ronde op het Shanghai International Circuit.

### Formule Ford
In 2012 stapte Lichtenstein over naar de Britse Formule Ford voor het team Jamun Racing. Hij eindigde als derde in het kampioenschap, achter Antti Buri en Jake Cook. Hij behaalde 11 overwinningen, waarvan de laatste 8 op een rij. Hij was echter niet constant genoeg om de titel te pakken.

### GP3
Op 14 november 2012 werd bekend dat Lichtenstein in 2013 in de GP3 Series gaat rijden voor het team van Carlin.